# Stadion Portoval
Stadion Portoval – wielofunkcyjny stadion w Novym Meście, w Słowenii. Został otwarty w 1958 roku. Obiekt może pomieścić 1500 widzów, z czego 500 miejsc jest siedzących. Na stadionie swoje spotkania rozgrywają piłkarze klubu NK Krka oraz piłkarki drużyny ŽNK Krka.